# Memorialwesen
Der Begriff Memorialwesen (von lateinisch memoria „Gedächtnis“) bezeichnet das rituelle Totengedenken und gehört in unterschiedlichen Ausprägungen zum Totenkult menschlicher Gesellschaften. Im engeren Sinn meint man damit das Totengedenken seit der Antike. Im Mittelalter waren Stiftungen eine bedeutende Ausprägung des Memorialwesens.
Memorialforschung ist heute fester Bestandteil der Mediävistik, die damit an die sozial- und kulturwissenschaftliche Debatte über das kollektive beziehungsweise soziale oder kulturelle Gedächtnis sowie Erinnerungsorte und Erinnerungskulturen anknüpft. Gemäß Otto Gerhard Oexle, der den Begriff Memoria in die Forschung eingeführt hat, ist zwischen der religiösen, der sozialen und der historiographischen Dimension des Gedenkens zu unterscheiden, die sich jedoch vielfältig überlagern und durchdringen.

## Das Memorialwesen im Mittelalter

### Religiöse Bedeutung
Bestimmend für das im 5. Jahrhundert aufkommende mittelalterliche Memorialwesen (oder kurz die Memoria) war das christliche Verständnis vom Tod. Für den Christen war und ist der Tod nicht das Ende des Lebens. Er erwartete, am Jüngsten Tag aufzuerstehen und das ewige Heil zu erlangen. Bis zu diesem Tag sollte das Gedächtnis an den Verstorbenen bewahrt werden, damit er mit den Lebenden zusammen an der Erlösung teilhabe.
Im 5. Jahrhundert wurde diese Rolle der Ehefrau des Verstorbenen, der vidua („Witwe“), zugewiesen, die für die Memoria ihres Ehemanns Sorge zu tragen hatte. Starb sie, erlosch das einzige, als Aufgabe verbindlich übertragene Totengedächtnis des Ehemanns. Zwar konnten Verwandte den Memorialdienst übernehmen, verpflichtet waren sie hierzu jedoch nicht.
Damit unterschied sich das christliche Memorialwesen grundlegend von dem der römischen Antike. In der römischen Religion war allein der Pater familias als Familienoberhaupt für das Gedenken an sämtliche Ahnen zuständig. Um das Gedenken unbegrenzt fortsetzen zu können, wurde die Institution des Pater familias so gestaltet, dass etwa durch Adoption eine kontinuierliche Abfolge an Verantwortlichen für das Totengedenken gewährleistet war.
Nach dem Verbot der heidnischen Kulte unter Theodosius I. im Jahr 392 übertrugen katholische Christen einen Großteil der mit dem Memorialdienst verbundenen Pflichten an kirchliche Institutionen, wie Klöster, Geistlichen oder Gemeinden. Verantwortlich für die Verpflichtung einer Person oder Institution war zu Lebzeiten jeder selbst.
Mit der sich entwickelnden Vorstellung vom Fegefeuer kam ein weiterer, besonders ab dem Spätmittelalter wichtiger Aspekt hinzu: Durch Gaben und Schenkungen an die Kirche und die Stiftung von Messen und Memorialdiensten konnten jenseitige Strafen abgemildert bzw. die Zeit im Fegefeuer verkürzt werden. Die Nennung der Namen der Stifter während des Hochgebets der Messe (Memento) machte diese zu Teilnehmern an der Eucharistie. Das Totengedächtnis war somit zugleich Vorsorge für das Jenseits und gute Tat im Diesseits. Die Gemeinschaft der Lebenden und der Toten, die damit einhergehende Vergegenwärtigung der Toten, die Gegenseitigkeit der guten Taten der Verstorbenen zu Lebzeiten und der Memorialdienste der Lebenden sowie die Sicherung des zukünftigen Gedächtnisdienstes waren zentrale Aspekte des Memorialwesens. Die Forschung sieht hierin eine Ausprägung des mittelalterlichen Prinzips do ut des („ich gebe, damit Du gibst“).
Da der Mensch des Mittelalters zu Lebzeiten selbst für seine Memoria zu sorgen hatte, hatte das Memorialwesen eine große Bedeutung im Alltagsleben. Das Gebetsgedächtnis konnte in Gaben, Almosen, einmaligen Schenkungen oder dauerhaften Stiftungen wie die Hausklöster bedeutender Adelsfamilien bestehen, die die Empfänger, oftmals Klöster, zum Gedächtnis verpflichteten. Stiftungen im Rahmen des Memorialwesens bildeten in vielen Fällen das Einkommen der Geistlichkeit und die wirtschaftliche Grundlage der klösterlichen Gemeinschaften. Hierzu zählt ebenfalls das Erinnerungsmahl, ein unter dem Begriff caritas geübter Brauch, bei dem des Stifters eines jährlich abzuhaltenden Mahls oder Trunks durch ein Gebet gedacht wurde.
Die wachsende Anzahl der erinnerungspflichtigen Namen machte es nötig, sie aufzuzeichnen, was zunächst in Diptychen, später in Memorialbüchern geschah. Als im späteren Mittelalter der Namen so viele geworden waren, dass nicht mehr jeder verlesen werden konnte, wurde stattdessen das Memorialbuch auf den Altar gelegt.
Gleichzeitig setzte eine Entwicklung zu einer mehr individualisierten Form des Gedächtnisses ein. Neben die Verbrüderungsbücher traten nun kalendarisch geordnete Nekrologe, die ein Gedenken am Sterbetag des Toten sicherstellten. Das um 1050 datierte Testament der Essener Äbtissin Theophanu, das ihren Memorialdienst detailliert regelt, geht bereits von einem individualisierten Memorialgedanken aus.
Im Verlauf des Spätmittelalters stifteten immer mehr Leute für sich und ihre Angehörigen sogenannte Jahrzeiten oder Anniversarien, damit alljährlich zu ihrem Todestag für ihr Seelenheil gebetet und die heilige Messe gefeiert würde. Die Namen und Stiftungen der Verstorbenen wurden nun in Anniversarien- oder Jahrzeitbüchern verzeichnet, die wie die älteren Nekrologe kalendarisch geordnet waren, aber mehr Platz boten für ausführlichere Einträge zu den gestifteten Gütern, die einen Überblick über die Einkünfte der betreffenden kirchlichen Institution erlaubten. Spätestens ab dem 15. Jahrhundert wurden solche Aufzeichnungen nicht mehr nur in Klöstern und Stiften geführt, sondern auch an den meisten Pfarrkirchen und anderen geistlichen Institutionen wie Hospitälern.

### Soziale Bedeutung

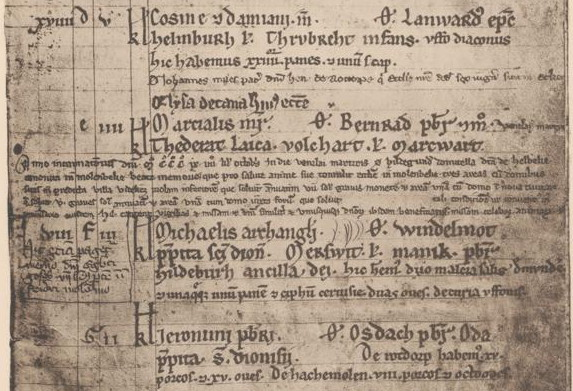
Ausschnitt aus dem Nekrolog des Klosters Möllenbeck (13. und 14. Jahrhundert)

In der ständischen Gesellschaft des Mittelalters hatte die Memorialpraxis eine hohe gesellschaftliche Bedeutung. Die Nachwelt durch Abbildung, Namensnennung oder andere identifizierende Elemente (z. B. Wappen) an die Gebetsverpflichtung zu erinnern, befriedigte in der Regel zugleich das Bedürfnis nach sozialer Repräsentation des Individuums oder Geschlechts. Es gehörte zu den zentralen Medien, durch die Standes- und Geschlechtszugehörigkeit mitgeteilt wurden. So wie der Angehörige eines Standes diese soziale Stellung durch standesgemäßes Begräbnis und standesgemäße Memoria zum Ausdruck brachte, konnten durch besonders aufwändige Praktiken auch Aufstiegsprätentionen kommuniziert werden. Bedeutende adlige, aber auch patrizische Geschlechter stifteten oft eigene Begräbniskirchen, im Falle des Hochadels mitunter sogar ganze Klöster (z. B. das Kloster Altzella als Grablege der Wettiner).
In einigen Fällen wurden Memorialpraktiken auch zur Kommunikation politischer Ordnungsvorstellungen herangezogen. So wurde der Stadt Braunschweig nach der „Großen Schicht“ von 1374 auferlegt, die St. Auctor gewidmete Ratskapelle als Sühneleistung an die Hanse zu errichten. In ihr verband sich ein sakrales Legitimationsmittel der Ratsherrschaft mit der Fürbitte für die acht während der Schicht zu Tode gekommenen Ratsherren, deren Wappenschilde die Kapelle zierten.
Memoria war auch eine Funktion vieler mittelalterlicher Gemeinschaftsformen wie Einungen, Bruderschaften und Zünften. Sie sicherten nicht nur ein standesgemäßes Begräbnis, sondern verpflichteten ihre Mitglieder auch zur Fürbitte. Auch Klostergemeinschaften gingen Gebetsverbrüderungen mit anderen Gemeinschaften ein, zu deren Erfüllung Gedenklisten (Totenroteln) ausgetauscht und verstorbene Mitbrüder, zum Teil auch deren Verwandte, in Nekrologe aufgenommen wurden. Die Fürsorge für die Memoria war Element des Selbstverständnisses der Geistlichkeit als oratores, als Stand der Betenden.

### Historiographische Bedeutung

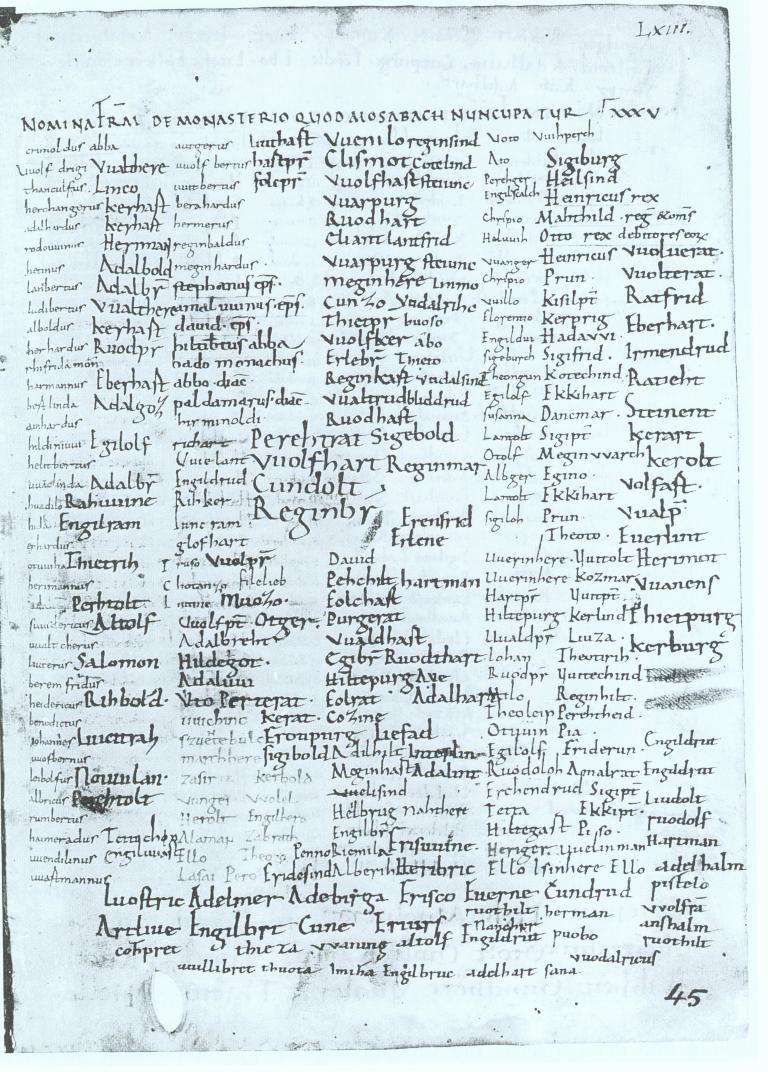
Namenseinträge König Heinrichs I. und seiner Familie von 929 im Reichenauer Verbrüderungsbuch. In der zweiten Spalte rechts steht unter Heinricus rex seine Gemahlin Mathild[a] reg[ina], dann ihr ältester Sohn Otto I. schon mit Königstitel (Otto rex).

Sachquellen der Memorialpraxis umfassen Gebäude oder Gebäudeteile sowie alle Formen von Kircheninventar, z. B. Altäre, Kirchenfenster, Grablegen, Gedenkbilder, Kleinodien oder priesterlichen Ornat und Kunstschätze wie das Otto-Mathilden-Kreuz des Essener Domschatzes. Das Memorialwesen hat ferner eine Vielzahl schriftlicher Quellen hinterlassen, die als Diptychen, Memoriale, Verbrüderungsbücher, Nekrologe, Totenroteln, Anniversar- oder Jahrzeitbücher bezeichnet werden. Individuelle Hinterlassenschaften in Verbindung mit der Verpflichtung zum Gebetsgedächtnis sind ferner in Testamenten und Schenkungsurkunden sowie in Stadt- und Gerichtsbucheinträgen überliefert.
Jenseits ihres religions-, mentalitäts- und kunstgeschichtlichen Wertes lassen sich aus den Quellen des mittelalterlichen Memorialwesens oft Schlüsse zu Verwandtschaftsbeziehungen, sozialen Netzwerken und anderen historischen Vorgängen ziehen. Die Auswertung stellt allerdings hohe Anforderungen, insbesondere bei hochmittelalterlichen Quellen. Zu den bedeutendsten Ergebnissen der Memorialforschung gehört die Analyse des Herrschaftsstils Heinrichs I., der aus chronikalischer Überlieferung und Memorialpraxis erschlossen wurde. So findet sich die erste Erwähnung seines Sohns Otto des Großen als Mitkönig in einer Verbrüderungsliste des Klosters Reichenau.
Für das Spätmittelalter sind Memorialquellen hinsichtlich der Landes-, Regional- und Stadtgeschichte bedeutend. Sie erlauben Rückschlüsse auf das Bruderschaftswesen und andere Stiftergemeinschaften, lassen sich aber auch für wirtschafts- und sozialgeschichtliche Fragestellungen auswerten. Eine überregionale Bedeutung behalten die klösterlichen Totenroteln als Medien der Kommunikation innerhalb klösterlicher Orden für die Bildungs-, Literatur- und Klostergeschichte. Schlachtjahrzeiten und andere Gedenktage bieten zudem wertvolle Einblicke in das damalige Geschichtsbewusstsein.